# Erebia taurinorum
Erebia taurinorum är en fjärilsart som beskrevs av Ruggero Verity 1911. Erebia taurinorum ingår i släktet Erebia och familjen praktfjärilar. Inga underarter finns listade i Catalogue of Life.